# Костюмный доспех

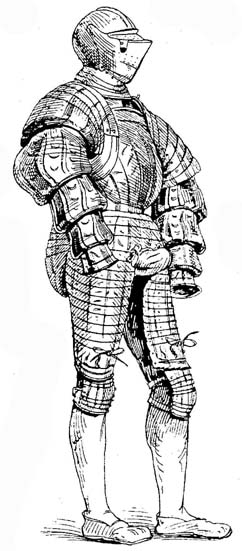
Костюмный доспех императорского полевого капитана ландскнехтов Вильгельма фон Рогендорфа (XVI век)

Костюмный доспех — доспех в форме одежды, часто в форме одежды эпохи Возрождения (например, ландскнехтской одежды), но встречались также и доспехи, стилизованные под одеяния древних греков и римлян.
Пик моды на подобные доспехи пришёлся на первую четверть XVI века — расцвет эпохи Возрождения, восход ландскнехтов и кирасиров и начало заката рыцарства. Именно последние рыцари, овеянные духом Эпохи Возрождения, были обладателями таких доспехов; высокая стоимость таких доспехов привела к тому, что многие дворяне вместо того, чтобы по традиции пройти посвящение в рыцари в 21 год, предпочитали оставаться сквайрами и служить не в качестве рыцарей, а в качестве кирасиров, жандармов, рейтаров, гусар и т. п., и даже идти офицерами в пехоту, что всего лишь сотню лет назад было немыслимо для многих дворян.
Обладание подобным крайне дорогим доспехом было вопросом престижа для рыцаря, ибо каждый рыцарь, прибывая на турнир или иное торжественное мероприятие, старался впечатлить окружающих. И если в прежние века — во времена кольчуг и бригантин — это обходилось в приемлемую сумму (для этого просто украшали шлемы раскрашенными гербовыми фигурами из папье-маше, дерева или пергамента, а поверх доспеха надевали нарядное сюрко, покрыв также и коня нарядным покрывалом), то в XVI веке попытка впечатлить окружающих была разорительна.
К тому же в прежние времена турнирный доспех использовали и в бою, а в XVI веке уже мало кто надевал турнирный доспех в сражение. Существовали и специальные доспешные гарнитуры, в которых к обычному доспеху прилагались дополнительные части, превращавшие его в турнирный, но такие гарнитуры тоже стоили очень дорого, а выглядели проще костюмных доспехов. При этом не все костюмные доспехи были пригодны для турниров.
Так, очень модные и престижные доспехи, стилизованные под античность, например в стиле итал. alia romana (а-ля римский), из-за недостаточной защиты были непригодны для турниров, при том что такой доспех стоил намного дороже боевого. Владелец подобного доспеха, хоть и щеголял в нём на турнире, но для поединка всё же надевал другой доспех. Не каждый участник турнира мог позволить себе иметь помимо турнирного доспеха ещё и доспех «под античность», пригодный лишь для парада.
Другие типы костюмных доспехов, например в стиле «de fajas espesas», были пригодны и для турнирных боёв, так как обеспечивали хорошую защиту, в связи с чем большой популярностью пользовались доспехи, имеющие вид одежды XVI века. Цена таких доспехов определялась не только обилием украшений из золота и качеством, но и сложностью изготовления: поскольку одежда той эпохи часто имела вычурные элементы (например, огромные пышные рукава), выковать такой доспех мог не всякий кузнец — так что наиболее впечатляющие доспехи были также и самыми дорогими.